# Ponto mais alto por distrito português
Esta tabela lista os pontos de maior altitude em cada um dos 18 distritos de Portugal Continental, bem como nas Regiões Autónomas dos Açores e da Madeira. A elevação é medida em metros e a proeminência topográfica indica a altura de um pico em relação ao terreno circundante.
| Distrito         | Ponto mais alto       | Altitude (m) | Coordenadas            | Serra ou cordilheira | Proeminência (m) |
| ---------------- | --------------------- | ------------ | ---------------------- | -------------------- | ---------------- |
| Aveiro           | Pico da Gralheira     | 1098         | 40°53'44"N, 8°14'22"O  | Serra da Freita      | 315              |
| Beja             | Pico das Escovas      | 584          | 37°49'36"N, 7°28'33"O  | Serra da Adiça       | 231              |
| Braga            | Pico do Sobreiro      | 1545         | 41°52'19"N, 8°06'35"O  | Serra do Gerês       | 235              |
| Bragança         | Lombada Grande        | 1486         | 41°52'19"N, 6°44'20"O  | Serra de Montesinho  | 250              |
| Castelo Branco   | Alto de S. João       | 1227         | 40°03'24"N, 7°29'07"O  | Serra da Gardunha    | 536              |
| Coimbra          | Alto de Trevim        | 1205         | 40°07'45"N, 8°04'30"O  | Serra da Lousã       | 280              |
| Évora            | Pico de S. Sebastião  | 441          | 38°34'06"N, 8°11'20"O  | Serra de Monfurado   | 200              |
| Faro             | Fóia                  | 902          | 37°18'53"N, 8°35'15"O  | Serra de Monchique   | 739              |
| Guarda           | Torre                 | 1993         | 40°19'18"N, 7°36'46"O  | Serra da Estrela     | 1204             |
| Leiria           | Santo António da Neve | 1193         | 40°01'30"N, 8°08'43"O  | Serra da Lousã       | 279              |
| Lisboa           | Pico de Montejunto    | 666          | 39°09'24"N, 9°02'24"O  | Serra de Montejunto  | 386              |
| Portalegre       | Pico de São Mamede    | 1025         | 39°18'06"N, 7°18'24"O  | Serra de São Mamede  | 609              |
| Porto            | Sra. da Serra         | 1418         | 41°11'11"N, 7°54'01"O  | Serra do Marão       | 679              |
| Santarém         | Pico de Aire          | 679          | 39°31'01"N, 8°43'29"O  | Serra de Aire        | 290              |
| Setúbal          | Alto do Formosinho    | 501          | 38°27'43"N, 8°59'48"O  | Serra da Arrábida    | 450              |
| Viana do Castelo | Pedrada               | 1416         | 41°56'00"N, 8°15'00"O  | Serra do Soajo       | 664              |
| Vila Real        | Alto do Pinhão        | 1421         | 41°23'34"N, 7°48'01"O  | Serra do Alvão       | 425              |
| Viseu            | Teto de Montemuro     | 1382         | 40°55'58"N, 7°58'04"O  | Serra de Montemuro   | 762              |
| Açores           | Montanha do Pico      | 2351         | 38°28'08"N, 28°23'56"O | Ilha do Pico         | 2351             |
| Madeira          | Pico Ruivo            | 1861         | 32°45'31"N, 16°56'32"O | Ilha da Madeira      | 1861             |